# Barrages chinois sur le Mékong

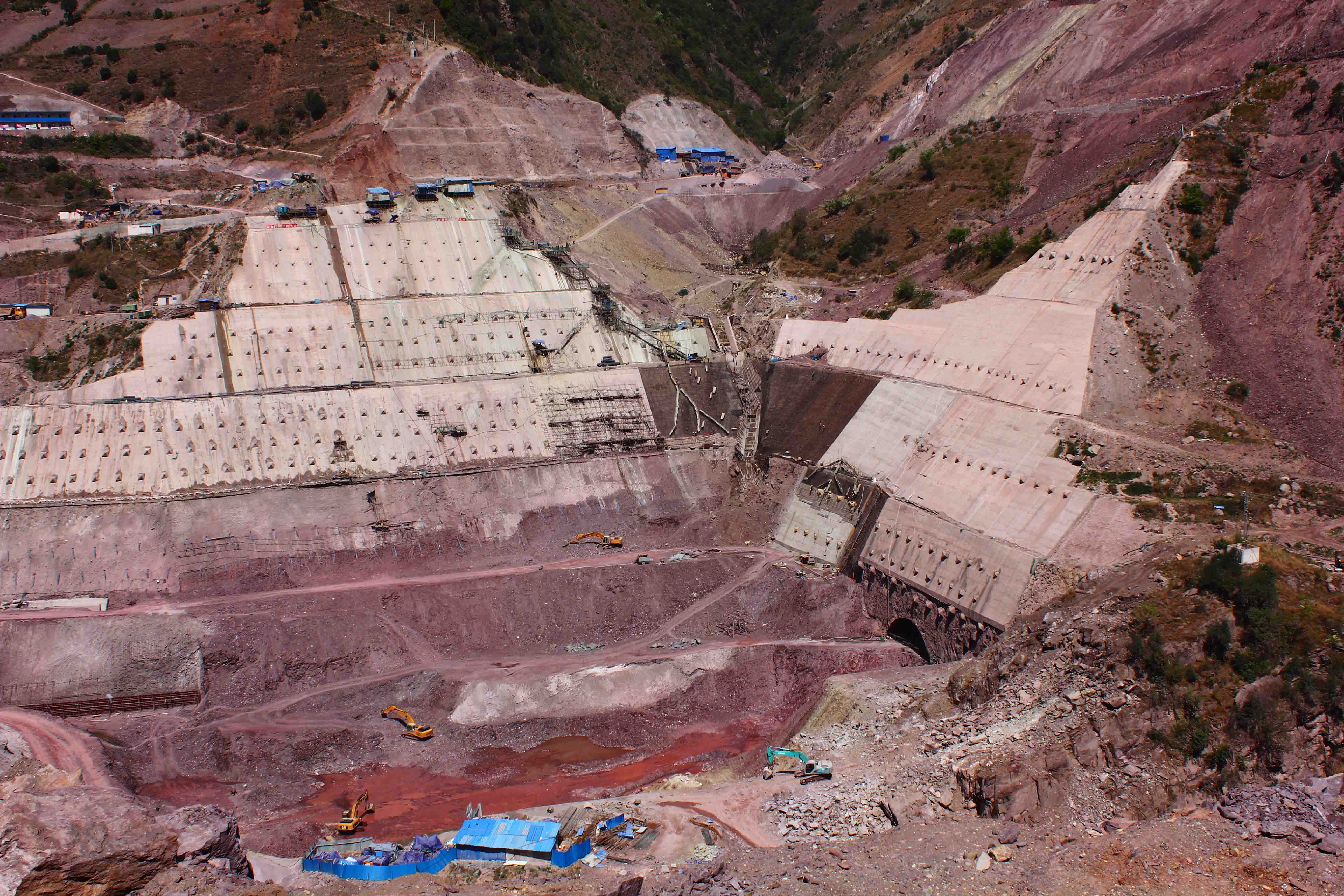
Le barrage de Huangdeng en construction en 2011.

La Chine construit à la fin du XXe siècle et au début du XXIe de nombreux barrages sur le cours supérieur du Mékong. 
Cette construction a de multiples causes (énergétiques, économiques, territoriales régionales, géopolitiques) et comporte de nombreuses conséquences (hydrologiques, écologiques, humaines).

## Raisons de la construction

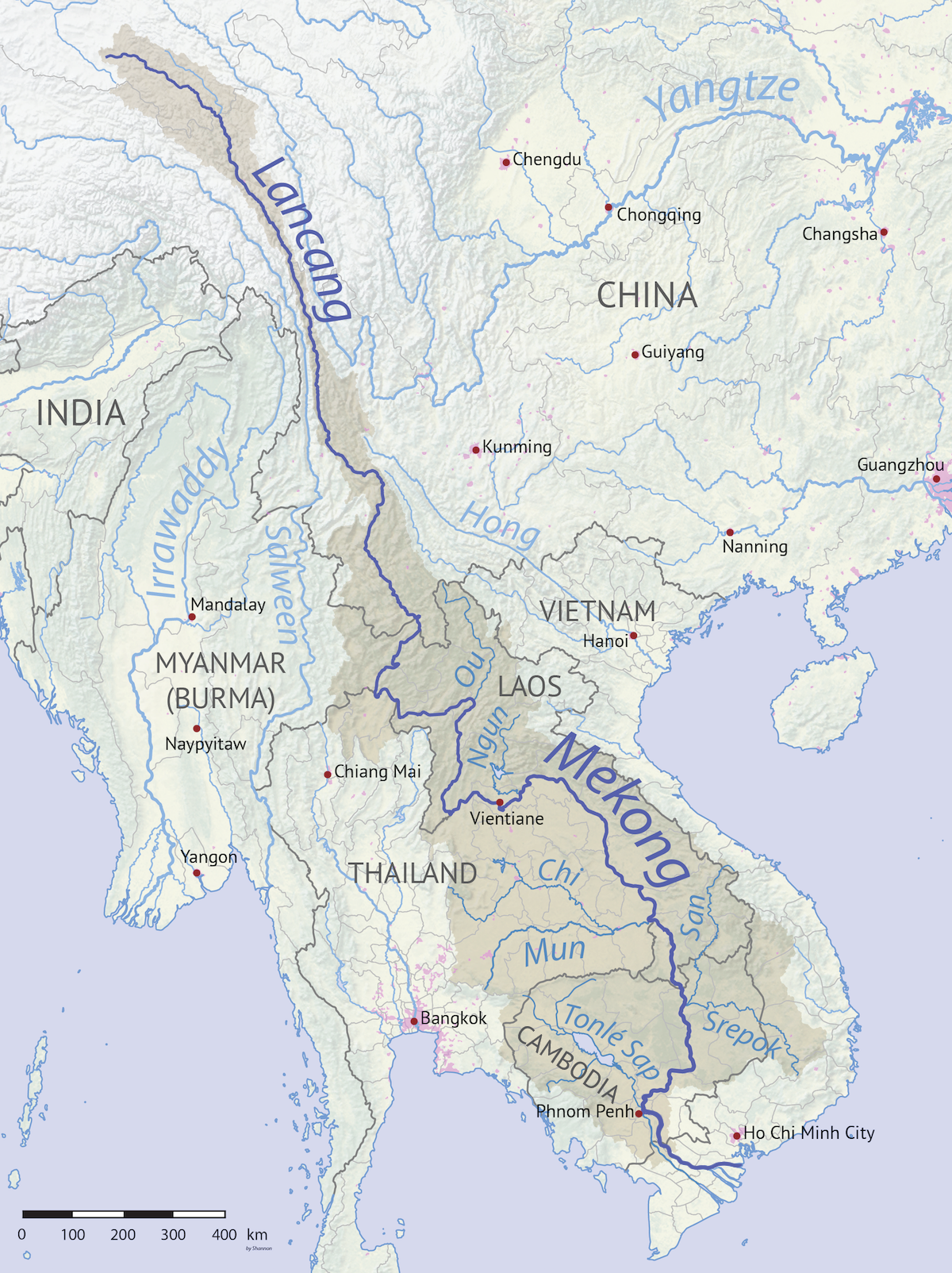
Carte du bassin du Mékong.

### Impact politique
La construction de ces barrages donne un moyen de pression important sur les membres de la commission du Mékong (le Laos, le Cambodge, la Thaïlande, la Birmanie et le Vietnam). La Chine contrôle 95 % du fleuve et sa source se situe sur son territoire. Il y a déjà six barrages sur le territoire chinois et de nombreux sont en construction. Cela leur permet d'avoir un nouvel argument de persuasion s'il y a conflit avec un autre pays. La  superpuissance régionale a assis son autorité sur le dossier grâce à un nouveau forum régional, appelé (LMC). « Une grande partie des bénéfices sera récoltée par les intérêts financiers et commerciaux impliqués et ce sont les communautés le long du fleuve qui seront affectées », ajoute Maureen Harris. 
En 2016, la Chine a permis au Vietnam d'atténuer les effets d'une grave sécheresse en ouvrant les vannes. La Chine a offert à ses voisins des investissements le long du Mékong et des prêts à taux faibles.

### Environnement
Le barrage a une utilité sur le plan écologique, d'après la Chine. Les Chinois utilisent plus d'énergie verte et se lancent dans le développement durable. La Chine a bien besoin de l'énergie verte car pour le moment, c'est le pays le plus pollueur au monde. Il y a aussi l'hydro-électricité qui pourrait peut-être être recueillie mais cela est très controversé. Cela peut leur permettre de réduire la pollution dans leur pays mais a d'autres conséquences pour les pays situés en Asie du Sud-Est. 

### Besoins du pays
En effet, en tant que première puissance économique mondiale, les besoins de la Chine en électricité sont extrêmement importants et les moyens actuels ne suffisent pas à satisfaire la demande. Les autorités chinoises cherchent à exploiter le potentiel du Mékong à l'aide de la création des barrages hydroélectriques.
Une fois tous les barrages achevés, la Chine devrait accéder à une puissance hydroélectrique considérable.

## Description des aménagements réalisés
Les barrages chinois sur le Mékong sont à l'origine de problèmes géopolitiques de plus en plus importants. Les conséquences environnementales, économiques et sociales sont grandissantes.
Il y a plusieurs barrages sur le fleuve du Mékong. La portion chinoise représente 2 130 kilomètres, soit près de la moitié de la longueur totale du fleuve. Ce sont majoritairement des barrages hydroélectriques.
Il y a six barrages déjà construits (Manwan, Dachaoshan, Jinghong, Xiaowan, Gongguoqiao (en), Nuozhadu), deux en construction (Huangdeng et Miaowei (en)) et deux en projets (Galanba et Mengsong).
Tableau des caractéristiques des barrages chinois sur le Mékong :
|                             | Manwan    | Dachaoshan | Jinghong  | Xiaowan    | Gongguoqiao (en) | Nuozhadu   | Galanba | Mengsong  |
| Tailles (M)                 | 126 m     | 118 m      | 118 m     | 300 m      | 130 m            | 254 m      | 60,5 m  | 65 m      |
| Début de construction       | 1986      | 1993       | 2003      | 2002       | 2008             | 2006       | projet  | projet    |
| Fin de construction         | 2007      | 2003       | 2009      | 2009       | 2012             | 2013       | projet  | projet    |
| Nombre d'hectares submergés | 415       | 826        | 510       | 3 712      | 343              | 4 508      | 12      | 58        |
| Population déplacée         | 3 513     | 6 100      | 2 264     | 32 737     | 4 596            | 23 826     | 58      | 230       |
| Capacité installée (MW)     | 1 550     | 1 350      | 1 750     | 4 200      | 900              | 5 850      | 150     | 600       |
| Production annuelle (MWH)   | 7 805 000 | 7 021 000  | 8 059 000 | 18 990 000 | 4 060 000        | 23 777 000 | 780 000 | 3 380 000 |

Ces barrages ont été demandés et financés par la Chine. Ils ont coûté plusieurs milliards de dollars.
Tous ces barrages sont en général équipés de centrales hydroélectriques. D'où, la première énergie renouvelable dans le monde. L'énergie produite dépend du débit de l'eau et de la hauteur de la chute. Ces centrales hydroélectriques sont quasiment automatisées et sont surveillées de très près pour éviter une défaillance.
Les trois premiers barrages chinois sur le Mékong ont été construits entre 1992 et 2008. Ceux-ci ont une petite capacité de stockage d'eau (2,9 milliards de m3). Alors que le réservoir de Xiaowan fait 15 milliards de m3 et devrait se remplir d'ici 10 à 15 ans. Ce barrage est l'un des plus hauts barrages du monde, et aussi le quatrième à être construit au Yunnan sur le cours du Mékong.
Cependant, le plus grand réservoir se trouve en contrebas de Xiaowan, à Nuozhadu où l'on trouve un réservoir d'environ 22 milliards de m3 d'eau.

## Conséquences économiques
Les rendements des pêcheries ont baissé depuis une dizaine d'années. Le barrage est un obstacle à la migration des poissons et a donc de graves conséquences, par exemple les poissons migrateurs dans les pêcheries voient leur nombre diminuer. « Les cultivateurs voient leurs récoltes diminuer de façon dramatique, certains doivent changer de métier », raconte Franck Vogel, reporter photographe.
La pêche n'est pas le seul exemple, la riziculture est aussi touchée : « Les rendements ont baissé d’environ 15 % depuis une dizaine d’années. Sur 90 espèces de riz, une trentaine sont menacées par ces changements ».

## Conséquences sociales
On estime à 472 millions le nombre de personnes qui ont été ou seront affecté par la construction de ces nouveaux ouvrages.

### La disparition des habitants au sein de leurs villes
Un des plus gros problèmes vient du fait que les habitants ont été contraints de déménager. Ainsi, la Chine a dû déplacer plus de 10 000 habitats situés sur les berges du Mékong pour que les barrages hydroélectriques puissent être construits. Cela représente environ 80 000 personnes. Mais ces habitants (vivants autrefois de la pêche et de l'agriculture) ne s'habituent pas à leur nouveau mode de vie qui les oblige à changer de métier. Il arrive que d'anciens agriculteurs repartent travailler sur des terres ne leur appartenant pas.

### Conséquences sur l'alimentation des populations
De plus, les barrages ont d'importantes conséquences sur l'alimentation des populations.

#### La pêche
Les barrages bloquent plus de 160 espèces de poissons migrateurs qui remontaient la rivière du Mékong pour se reproduire. Les quantités de poissons qui diminueront probablement à l'avenir, amèneraient certainement une crise alimentaire.
Aujourd’hui, la population rurale vivant de la pêche est estimée à 12 millions de foyers, et la capture totale est d’environ 2,2 millions de tonnes par an, faisant de la pêche une activité qui emploie de nombreuses personnes.

#### L'agriculture
La majorité (80 %) de la population implantée autour des barrages du Mékong vit de l'agriculture et notamment de la riziculture. En effet, 10 millions d'hectares sont consacrés à la culture de ce féculent principal voire unique aliment de base des habitants du bassin du Mékong.
Dans ces zones rurales, les habitants dont l'alimentation est essentiellement composée de riz et poissons consomment en moyenne moins de 2 500 kcal par jour. La baisse de la production de ces aliments pourrait rapidement conduire à des situations de sous-nutrition (moins de 2100 kcal consommé par jour).

## Conséquences géopolitiques

### Problèmes
Les barrages hydrauliques chinois provoquent des conflits géopolitiques entre les différents pays dans lequel traverse le fleuve du Mékong. 
En effet, ce fleuve prend sa source de Chine avant de traverser la Birmanie, le Laos, la Thaïlande, le Cambodge et le Vietnam et se jeter dans la mer de Chine. Ainsi, la Chine possède un bon moyen de pression. Selon l'expert en politique étrangère, Thitinan Pongsudhirak, les pays d'Asie et du Sud-Est ne peuvent tenir tête à la Chine sur le plan géopolitique. 
On remarque que les barrages chinois créent des impacts sur les pays voisins, autant économiques (pêche, ...), sociaux (déplacements de populations, ...), écologiques (dérèglement de la faune et de la flore, etc.) que territoriaux (inondations, ...).

### Solutions
Malgré ces problèmes, la Chine offre à ses voisins des investissements le long du Mékong et des prêts à taux réduits. Mais, comme l'explique Maureen Harris, les pays voisins pensent que la Chine cherche surtout à mettre en avant ses propres intérêts plutôt qu'instaurer une véritable coopération.
La Commission du Mékong (Mekong River Commission), qui réunit le Cambodge, le Laos, La Thaïlande et le Vietnam, est chargée d'organiser la gestion du fleuve du Mékong afin de conserver une bonne ambiance entre les pays. Cependant la Chine et la Birmanie n'en font point partie. Selon Bastien Affeltranger et Frédéric Lasserre, ce serait une stratégie de la Chine pour ne pas perdre les bénéfices que lui apporte le Mékong. 
La Commission du Mékong a déjà accusé la Chine de retenir de l'eau, causant des chutes de niveau d'eau. Mais elle justifia cette action comme une prévision face à la sécheresse. Des améliorations doivent être prévues en vue d'une meilleure utilisation du Mékong pour permettre une coopération entre les différents États. Sans une décision de la Chine, ces améliorations sont difficilement réalisables.